# Peltodasia vespiformis
Peltodasia vespiformis är en tvåvingeart som beskrevs av Günther Enderlein 1942. Peltodasia vespiformis ingår i släktet Peltodasia och familjen Pyrgotidae. Inga underarter finns listade i Catalogue of Life.